# Callionymus flavus
 Callionymus flavus és una espècie de peix de la família dels cal·lionímids i de l'ordre dels perciformes.

## Distribució geogràfica
Es troba al Mar Roig.